# 千葉大学教育学部附属中学校
千葉大学教育学部附属中学校（ちばだいがくきょういくがくぶふぞくちゅうがっこう）は、千葉県千葉市稲毛区弥生町にある国立大学千葉大学教育学部の附属中学校。
略称は千葉附（ちばふ）、附属中（ふぞくちゅう）、CBF(しーびーえふ)。千葉大学西千葉キャンパス内にある。

## 概要
創立から70年以上の歴史を有する。
校舎は全教室に冷暖房が完備されており、バスケットコート2面分以上の面積の体育館や、簡易プラネタリウム付きの理科室もある。校舎にはソーラーパネルも設置されている。
国立大学教育学部の附属学校ということで、教育理論確立のための研究授業を行ったり、多くの教育実習生とともに生活したりする。
附属小学校同様ノーチャイム制を採用しているが、登校完了5分前、登校完了時刻、昼休み終了5分前、昼休み終了時刻、完全下校時刻に通常は鳴る他、定期テスト実施日には、テスト開始時刻及び、終了時刻にチャイムが鳴らされる。
給食がなく、生徒は弁当を持参している。
制服等は存在せず基本的に私服であるが、式典時は各自で用意した正装で通学するのが基本である。また検査等は無いが日常でも「質素で品位のある服装」が求められている。
2学期制をとっており、クラス替えは2年生進級時にのみ行われる。
近年では千葉大学と連携して1年次に職業調べ、2年次に各学部の研究室を訪問して先生から話を聞く学部訪問が実施されている。2020年度は新型コロナウイルス感染防止のためzoomを利用して行われた。
また希望制で、社会科の現地学習が行われている。2024年度は、千葉市にある下志津駐屯地で現地学習を行った。かつては、館山にある千葉大学の臨海実習所を利用した理科の校外学習も行なわれていた。
内部進学者には幼稚園組と小学校組の2つがあり、中学校入試では一般入試と帰国生入試の2つがある。一般入試の倍率は平均7倍と高い。2008年度から抽選が無くなり国算理社の4教科のみの選抜となった。

## 教員勤務時間
午前8時～午後4時45分。

## 学級編成
元々は5クラス編成だったが、少子化の影響で近年4クラスに削減された。また、現在はさらに1学年の人数が削減されている。現在、クラス人数は一クラス37人（令和6年度から31人となった）。
クラスはA組からD組まで計4クラスあり、一学年約120〜130人である。男女比率は4:6と女子の方が多くなっている。各系列色が決められており、A組は赤、B組は白、C組は緑、D組は紫である。かつて存在したE組は黄であった。

## 学業
授業内容は指導要領外の内容も勉強し、特に数学と理科と英語は教師の教える内容もかなり高度なものとなる。
数学は1年次と2年次で１クラス20人ほどの少人数授業を実施している。また、多くの教科では常勤教諭のほかに非常勤講師も授業を行っている。
進級してすぐに学力テストがある。
現在は週5日制の50分授業×6時間の授業体系を採っている。週1回木曜日は5時間授業である。
2,3年生は選択授業が週1時間あり、15～20程度の講座の中から1講座を選ぶ。

## 進路
千葉大学には附属高等学校は設置されていないため、全員が高校を受験する事になる。
卒業生の進路としては最難関私立高校では開成高等学校、渋谷教育学園幕張高等学校、東京学芸大学附属高等学校、筑波大学附属高等学校、お茶の水女子大学附属高等学校、明治学院高等学校、早慶の付属・系属高等学校が多く、合計で20数名が合格している。
難関県立高校では千葉県立千葉高等学校、千葉県立千葉東高等学校など。
また2002年度に内申点が相対評価から絶対評価になってからは県内公立トップ校の千葉県立千葉高等学校に毎年30名前後の合格者を出している。
その他の主な進路としては公立校では千葉市立千葉高等学校等、私立校では市川高等学校、昭和学院秀英高等学校、日本大学習志野高等学校等がある。

## 沿革
- 1947年（昭和22年）4月: 学制改革により、六三制実施。従来の高等科が独立し、千葉師範学校男子部、女子部に附属中学校が設立される。
  - 千葉師範学校男子部附属中学校及び女子部附属中学校設立。
- 1949年（昭和24年）5月31日: 新制千葉大学発足により千葉師範学校が千葉青年師範学校と共に学芸学部の母体として包括されたため千葉大学千葉師範学校男子部附属中学校及び女子部附属中学校となる。
- 1951年（昭和26年）4月: 文部省令により千葉大学教育学部附属第一中学校、附属第二中学校と改称。
- 1965年（昭和40年）4月: 千葉大学教育学部附属第一中学校（旧千葉師範学校男子部附属中学校）と千葉大学教育学部附属第二中学校（旧千葉師範学校女子部附属中学校）が統合。西千葉弥生町に移転。それに伴い、千葉大学教育学部附属中学校と改称[1]。
- 1980年（昭和54年）4月: 海外帰国子女受入れ開始。(定員15名)
- 1997年（平成9年）3月: 校舎棟竣工。
- 2000年（平成12年）1月: 管理棟､ 体育館､ プール竣工。新校舎完成。
- 2004年（平成16年）4月: 国立大学法人千葉大学教育学部附属中学校と改称。
- 2005年（平成17年）4月 - 2007年（平成19年）4月: 学級減。（5学級→4学級）
- 2013年（平成27年）4月 -: 1学年の生徒数を削減(約170人→約150人)

## 校章
かつてこの地に麻がよく繁殖したことに由来し、「麻は荒地にもよく堪えて生き、しなやかな茎は天空を指してスクスクと伸びつづけ、その繊維はこの上もなく強靱である。」という麻の葉の意匠によって千葉の土地と、附属学校生徒の成長への理想を象徴したものである。

## 校風
校風は自由であり、生徒の自主性が尊重されている。そのため自発的に色々なことに積極的に取り組む生徒が多い。
校則は無いに等しいが自転車通学は禁止されている。制服はないが、質素で品位ある服装を心がけるとされている。

## 教育方針
- 自己理解
- 自己決定
- 自己実現

## 生活の指針
- 私たちは附属中学校の生徒であることを自覚し、誇りと責任を持って行動する。
- 私たちは心を広く開き自主的に行動する。
- 私たちはそれぞれの個性を尊重し、自由な精神に基づいて行動する。
- 私たちは明朗かつ健康な学校生活を送るようにみんなで努力する。

## 年間行事
- 4月 - 春休み、始業式、入学式 、1年生オリエンテーション
- 5月 - 運動会
- 6月 - 前期中間テスト、2年生校外学習（福島ブリティッシュヒルズ）
- 7月 - 2年生学部訪問、夏休み
- 8月 - 夏休み、3年生校外学習(関西方面)、1年生校外学習(東京方面)
- 9月 - 前期期末テスト
- 10月 - 前期終業式、後期始業式、秋休み、文化祭
- 11月 - 後期中間テスト
- 12月 - 冬休み
- 1月 - 入学試験
- 2月 - 後期期末テスト
- 3月 - 3年生を送る会、卒業式、修了式、春休み

## 校外学習
- 1年 - 東京・上野方面
- 2年 - ブリティッシュヒルズ(福島県)
- 3年 - 滋賀・京都・奈良・大阪

## 部活動
部活動への参加率は高く約9割の生徒が参加している。兼部する事は出来ない。ただし、特設水泳部、特設駅伝部等特設部活はほかの部活と兼部することができる。
- 運動系(12部)

陸上競技部、野球部（2019年度までは男子のみ。校則改正により、現在は男女ともに入部可）、サッカー部、男子ソフトテニス部、女子ソフトテニス部、女子バレーボール部、男子バスケットボール部、女子バスケットボール部、卓球部、剣道部、特設水泳部、特設駅伝部
- 文化系(8部)

技術科部、園芸部、演劇部、科学部、家庭科部、書道部、吹奏楽部、美術部、文芸部(廃部)、将棋部(技術科部と合併)

## 所在地
- 千葉県千葉市稲毛区弥生町1-33

## 最寄りの交通機関
- JR東日本 総武本線 - 西千葉駅(徒歩約12分)
- 京成電鉄 京成千葉線 - みどり台駅(徒歩約10分)

## 学区
- 下記の市に保護者と共に居住しており、公共交通を使って片道60分以内の者が対象となる。
- 千葉市
- 習志野市
- 八千代市
- 船橋市
- 市川市
- 四街道市
- 佐倉市
- 市原市

## 著名な出身者

### 教職員
- 手塚岸衛 - 教育者 ＜千葉師範学校附属小学校時代＞
- 彌勒忠史 - 声楽家、舞台俳優、作曲家、編曲家、演出家 （非常勤講師）
- 竹蓋幸生 - 英語教育学者、千葉大学名誉教授、正四位・瑞宝中綬章受章

### 卒業生

#### 政治家
- 志位和夫 - 政治家 （衆議院議員、日本共産党中央委員会議長、元中央委員会幹部会委員長）
- 臼井日出男 - 政治家 （元衆議院議員、自由民主党）
- 若井康彦 - 政治家 （元衆議院議員、民主党）、技術士

#### 官僚
- 香川俊介 - 財務事務次官

#### 学者
- 小幡績 - 経済学者、慶應義塾大学大学院経営管理研究科准教授
- 青柳隆志 - 日本文学者、東京成徳大学人文学部教授、声優 （ディズニーキャラクター、ミッキーマウスの専属声優）
- 加藤徹 - 中国文学者、明治大学法学部教授
- 高橋治男 - フランス文学者、中央大学法学部教授
- 落合英二 - 薬学者、元東京帝国大学医学部薬学科教授、東京大学名誉教授、元日本薬学会会頭、元日本学士院会員 ＜千葉師範学校附属小学校時代＞

#### 司法
- 草野耕一 - 最高裁判所裁判官、弁護士[4]

#### マスコミ
- 岩田明子 - ジャーナリスト （NHK政治部記者）

#### 芸術・芸能
- 奈良希愛 - ピアニスト
- サエキけんぞう - ミュージシャン、作詞家、音楽プロデューサー
- 長谷部徹 - 作曲家、編曲家
- 弘田龍太郎 - 作曲家 ＜千葉師範学校附属小学校時代＞
- 太田ぐいや - 脚本家、俳優、構成作家、ゲームシナリオライター、演出家、作詞家
- 水夏希 - 元宝塚歌劇団 （雪組男役トップスター）
- 増山麗奈 - 画家、ジャーナリスト、映画監督、市民活動家
- 小川哲 - SF作家
- 山﨑玲奈 - 女優

### 経営者
- 佐瀬真人 - 経営者・デロイトトーマツコンサルティング社長
- 岡部貴士 - 経営者・コントロール・リスクス日本法人社長